# کارپرونیوم کلرید
کارپرونیوم کلرید (انگلیسی: Carpronium chloride) یک افزاینده رشد مو با عملکرد گشادکننده عروق است.